# Carlos Mastropietro
Carlos Mastropietro (Buenos Aires, Argentina, 1958 es un compositor de música clásica y profesor universitario de música cuyas obras han sido ejecutadas en Argentina, Chile, Colombia, Francia, Alemania, Perú, Suiza, Uruguay, Estados Unidos y otros países.

## Actividad profesional
Se graduó en Música en la Universidad  de La Plata, Argentina, en la especialidad Composición. En esa casa de estudios tuvo, entre otros profesores, a Mariano Etkin, Gerardo Gandini y Manuel Juárez. Posteriormente amplió su formación como compositor on Nicolaus A. Huber en Montevideo en 1993 y con Coriún Aharonián en Buenos Aires al año siguiente. Fue designado profesor titular de Instrumentación y Orquestación en la Universidad Nacional de La Plata, donde también se desempeña como profesor de Composición e investigador abordando temáticas de Instrumentación y Análisis Musical. Fue profesor de Composición en el Centro de Estudios Avanzados de Música Contemporánea -CEAMC- (Buenos Aires); y profesor de Instrumentación y Orquestación en la Escuela de Música de la Universidad de la República (Montevideo) y en el CEAMC. También está dentro de su área de interés la música folclórica e integró durante la década de 1980 el grupo Jerónima ‘cuya propuesta era reproducir expresiones musicales de las culturas originarias de América lo más fielmente posible a sus fuentes".
Al analizar la obra La Chinche, de Mastropietro, para piano, bandoneón, violín y contrabajo (2005) el  musicólogo e investigador del Conicet Pablo Fessel escribió que la obra:

...remite al tango, pero sin hacer de él un objeto de figuración. No hay una reelaboración de determinados tangos sino una deconstrucción de sus características genéricas….Se presentan sonoridades que recuerdan el momento en que el bandoneonista abre el fuelle para ejecutar su tema. Mastropietro soslaya el tema y se concentra en esas sonoridades efímeras, que extiende y que adquieren así una cualidad estática. Otra sección se concentra en el ritmo del tango: subsiste su particular acentuación pero entrecortada, sin que sea posible identificar sus estructuras típicas. En otro pasaje el bandoneón comienza una melodía que no alcanza a formarse: se presenta un movimiento mínimo, dos notas en una alternancia reiterada, que pronto se disuelve en la armonía inicial. Mastropietro disgrega elementos que en el tango se presentan fuertemente articulados, ampliándolos e iluminándolos con una escucha extrañada.”

En 2011 estrenó su ópera de cámara Historia del llanto. Un testimonio., primera de sus obras en la que se abordan un orgánico relativamente grande y el problema de la relación de largo aliento entre texto y música. En el discurso estético de Carlos Mastropietro se destacan dos ideas: la de no domesticación de la música en el sentido de que es decisivo que la obra ‘no suene como una baguala cantada con afinación, emisión y dicción centroeuropea, perdiendo todo tipo de interés originario’ y la de fragilidad de la obra, que es el ‘grado de resistencia frente a inexactitudes en la interpretación, concepto que comprende aspectos como la comprensión de la obra, la interpretación de las variables que no están cabalmente expresadas en la partitura, la irregularidad propia del ejecutante y la habilidad de los intérpretes.
Se ha escrito que 

”La no domesticación de su música, la traducción personal de la discusión histórica nacionalismo-internacionalismo, sería el resultado no solo de la búsqueda consciente de la diferenciación de los modelos compositivos dominantes y de lo que estos traen consigo (sus estéticas, sus técnicas, sus modos analíticos, etc.), sino también de un particular modo de lograr la estructura musical focalizándose en los aspectos característicos de los instrumentistas que ejecutarán la obra. El compositor escribe vinculado y en franca adecuación con el o los intérpretes, detectando y explotando sus particularidades interpretativas y sus sonoridades peculiares, como si, a la postre, se supusiera la existencia de una‘argentinidad’ expresiva, un desvío específico, un swing típico del ejecutante vernáculo.

## Premios y distinciones
Sus obras han recibido distinciones de diversas entidades: Tercer Premio en el concierto anual Blas Parera de la Facultad de Bellas Artes de la Universidad Nacional de La Plata y la Asociación Catalana de Compositores en Barcelona en 1988, por Hermógenes Cayo, dos premios en el Régimen de Fomento y Estímulo a la Producción e Industria Editorial Musical Argentina, Grabaciones en Casete in Buenos Aires –premio en la categoría Canción o Instrumentos varios, 1989, por Aparecida y Hermógenes Cayo y premio en la categoría Conjunto de Cámara, 1989, por D. A. K.-; premio de la Asociación Editar )Argentina= en 1995, por La otra orilla; Mención en el concurso para música de guitarra Jaurés Lamarque Ponsde la Intendencia Municipal de Montevideo en 1998, por Violín hechizo; Primer Premio en el concurso de composición de la International Society of Bassists (2000–01, Estados Unidos, por En una cara. Su obra Memoria del borde fue seleccionada para representar al país en la ISCM World Music Days en 1999 en Bucarest, Rumania.

## Ensayos y colaboraciones
- Aportes en la Música del siglo XX: 'Soliloquy or a Study in Sevenths and other things' de Charles Ives. Autores: Mariano Etkin, María Cecilia Villanueva, Carlos Mastropietro, Germán Cancián, Santiago Santero. En Revista Nr. 5, Instituto Superior de Música, Universidad Nacional del Litoral, Santa Fe, Argentina. 1996.
- Forma y variación en la música del siglo XX. Autores: Mariano Etkin, M. C. Villanueva, Carlos Mastropietro, Germán Cancián, Santiago Santero. En Revista Arte e Investigación Nr. 2, Facultad de Bellas Artes, Universidad Nacional de La Plata, Argentina, 1998.
- Superposición y gradualidad en ‘Hallowe'en’ de Charles Ives. Autores: Mariano Etkin, Carlos Mastropietro, Germán Cancián, M. C. Villanueva. Libro. Ediciones de la UNLP, Universidad Nacional de La Plata, Argentina, 2001.
- La repetición permanentemente variada: las Seis Melodías para Violín y Teclado (piano) de John Cage. Autores: Mariano Etkin, M. C. Villanueva, Carlos Mastropietro, Germán Cancián. En Anales del III Congreso Iberoamericano de Investigación Musical, Mar del Plata, Argentina, 2000. En Revista Nr. 8, Instituto Superior de Música, Universidad Nacional del Litoral, Santa Fe, Argentina. 2001.
- Cita y ornamentación en la música de Gerardo Gandini. Autores: Mariano Etkin, M. C. Villanueva, Carlos Mastropietro, Germán Cancián. En Revista Nr. 9, Instituto Nacional de Musicología "Carlos Vega", Buenos Aires, Argentina, 2002.
- Aportes en la Música del siglo XX: 'Soliloquy or a Study in Sevenths and other things' de Charles Ives. Autores: Mariano Etkin, M. C. Villanueva, Carlos Mastropietro, Germán Cancián, Santiago Santero. En Revista Nr. 5, Instituto Superior de Música, Universidad Nacional del Litoral, Santa Fe, Argentina. 1996.